# Roman istoric
Romanul istoric este unul dintre tipurile de roman. El pendulează între ficțiune și document. Este o ficțiune, dar cu anumite momente (date, evenimente, limbaj) identificabile și în alte scrieri de specialitate, sau texte vechi, în special, cronici istorice. Personajele pot fi reale sau ficționale.

## Generalități
În romanul istoric trecutul istoric și prezentul, viața adevărată și viața mistică se interferează în permanență pentru a se propune reciproc ca dublul unuia al celuilalt sau ca dublul uneia al celeilalte”. În romanul istoric se pot citi și alte texte, uneori singurele ce atestă anumite evenimente istorice, relația dintre ele fiind, evident, una intertextuală. Cititorul unui roman istoric este transpus imaginar într-o lume pre-existentă conținutului textual citit, el „trăiește” conținutul imaginar al altor texte, acolo unde au existat „într-adevăr” anumite realități atestate documentar. Invers, autorul va cerceta mai întâi foarte atent cronici și documente, pentru ca apoi să scrie romanul istoric . 
Spre exemplu în romanul „Frații Jderi” de Mihail Sadoveanu este un roman istoric, deoarece evocă epoca istorică a lui Ștefan cel Mare. În acest sens, pe de o parte, informația despre domnitor poate fi verificată în „Letopisețul” lui Grigore Ureche sau în culegerea de legende „O samă de cuvinte” a lui Ion Neculce și alte surse interne și externe, pe de altă parte, meritul lui Mihail Sadoveanu constă tocmai în a prezenta artistic acea epocă, ceea ce ar însemna, de facto, distanțarea voită de cronică sau voința de a o completa, de a umple anumite locuri goale, de a trăi trecutul cu ochii prezentului.
Criticul marxist Georg Lukácz susține chiar înrudirea lui cu drama istorică. Ipoteza pare perfect plauzibilă.

## Caracteristici și tipologii
Este „istoric”, romanul care are următoarele caracteristici:
- Cititorul este informat despre un eveniment social, politic, personal etc. trecut și terminat.
- Personajul evocat este unul cunoscut și are o alură „legendară”.
- Limbajul, comportamentul și felul de a gândi al personajelor este cel al epocii descrise, chiar și în cazul unei parodii.

În funcție de distanța temporală între cel ce narează și evenimentul narat se pot delimita două tipuri de romane istorice:
- Cele ale căror distanță dintre timpul scrierii și timpul evenimentului narat sau descris este foarte mare și poate fi atestată, verificată în anumite surse istorice.
- Cele ale căror distanță temporală dintre timpul scrierii și eveniment este nu mai mare decât o vârstă de om, adică naratorul a fost martor ocular la eveniment și chiar unii cititori mai pot confirma anumite evenimente.

Aici trebuie exclusă axioma potrivit căreia toate romanele sunt istorice, deoarece sunt o mărturie reflectată artistic a timpului în care au fost scrise, cititorul fiind constrâns să țină cont de convențiile epocii date. Raportat la convențiile unui curent literar, romanul istoric este unul romantic, numai că uneori acesta este deghizat, în dependență de mesajul pe care autorul vrea să-l transmită indirect unui anumit segment de cititori, pentru a stimula sau manipula (prin efectele unui eu simbolic) amintirea documentară a trecutului acestora.

## Istoric
Specia apare în epoca romantică, cei mai cunoscuți autori de romane istorice fiind Walter Scott, sau în Estul Europei, Henryk Sienkiewicz sau Mihail Sadoveanu. Autorii români de romane istorice sunt Camil Petrescu, Dana Dumitriu, Eugen Barbu, etc.